# Pommer (instrument)
Pour les articles homonymes, voir Pommer.

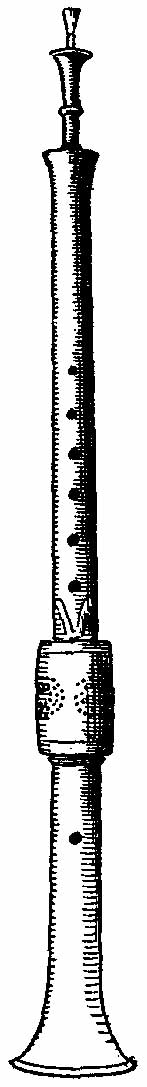
Pommer alto.

En musique, le pommer désigne un instrument à vent de la famille des chalemies dans les registres graves : alto, ténor, baryton et basse ; il correspond respectivement à la fonction des instruments modernes suivants : le cor anglais, le hautbois baryton, le basson et le contrebasson.

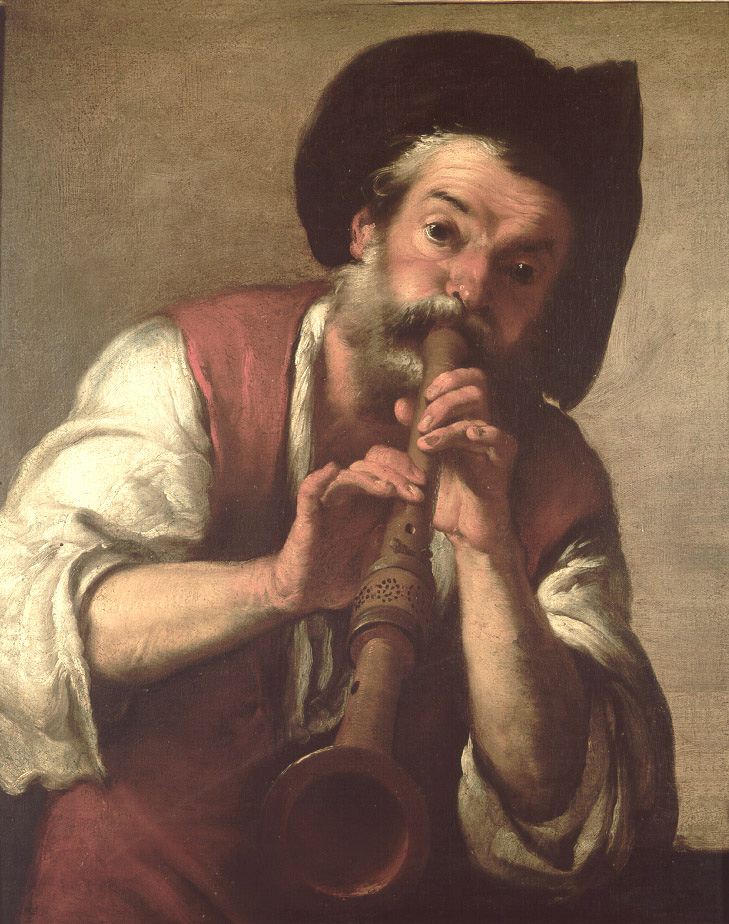
Bernardo Strozzi, un joueur de pommer.